# Onthophagus schillhammeri
Onthophagus schillhammeri là một loài bọ cánh cứng trong họ Bọ hung (Scarabaeidae).